# Боз-Адыр
Боз-Адыр (кирг. Боз-Адыр) — село в Баткенском районе Баткенской области Кыргызстана. Административный центр Суу-Башынского айылного аймака.

## География
Село расположено в центральной части области, к западу от реки Сох, на расстоянии приблизительно 19 километров (по прямой) к юго-востоку от города Баткена, административного центра области и района. Абсолютная высота — 1185 метров над уровнем моря.

## Население
Согласно оценочным данным Национального статистического комитета Кыргызской Республики, численность населения села на начало 2023 года составляла 3547 человек.
| год     | 2009 | 2014 | 2015 | 2020 | 2021 | 2023 |
| ------- | ---- | ---- | ---- | ---- | ---- | ---- |
| человек | 1966 | 2589 | 2651 | 3183 | 3357 | 3547 |